# Medetera bargusinica
Medetera bargusinica är en tvåvingeart som beskrevs av Negrobov 1972. Medetera bargusinica ingår i släktet Medetera och familjen styltflugor. Inga underarter finns listade i Catalogue of Life.